# Nemoura rotundprojecta
Nemoura rotundprojecta är en bäcksländeart som beskrevs av Du och Zhou 2008. Nemoura rotundprojecta ingår i släktet Nemoura och familjen kryssbäcksländor. Inga underarter finns listade i Catalogue of Life.